# Quanto Vale ou É por Quilo?
Quanto Vale ou É por Quilo? é um filme brasileiro de 2005, do gênero drama, dirigido por Sérgio Bianchi.
O filme faz uma analogia entre o antigo comércio de escravos e a atual exploração da miséria pelo marketing social, que formam uma solidariedade de fachada. O filme critica ONGs e suas captações de recursos junto ao governo e empresas privadas.
O filme foi baseado no conto "Pai contra mãe" de Machado de Assis. As referências ao conto são feitas ao longo do filme.

## Sinopse
No século XVIII, um capitão do mato captura uma escrava fugitiva, que está grávida e, após entregá-la ao seu dono, a escrava aborta o filho que espera.
Nos dias atuais, uma ONG implanta o projeto Informática na Periferia em uma comunidade carente. Arminda, que trabalha no projeto, descobre que os computadores comprados foram superfaturados e, por causa disto, precisa agora ser eliminada e Candinho, um jovem desempregado cuja esposa está grávida, torna-se matador de aluguel e um dos mais competentes, para conseguir dinheiro para sobreviver. E então...

## Elenco
- Ana Carbatti como Arminda
- Cláudia Mello como Mônica
- Herson Capri como Marco Aurélio Silveira
- Caco Ciocler como Ricardo Pedrosa
- Ana Lúcia Torre como Maria Antônia do Rosário / Nôemia
- Sílvio Guindane como Candinho
- Lena Roque como Lurdes
- Miriam Pires como Judite
- Lázaro Ramos como Dido
- Leona Cavalli como Clara
- Odelair Rodrigues como Lucrécia
- Joana Fomm como Maria Amélia
- Emílio de Mello como Luciano
- Caio Blat como Bira
- Marcélia Cartaxo como Funcionária da ONG
- Ariclê Perez como Marta Figueiredo
- Zezé Motta como Joana Maria da Conceição
- Antônio Abujamra como Proprietário de escravo
- Ênio Gonçalves
- Danton Mello
- Umberto Magnani
- José Rubens Chachá
- Milton Gonçalves
- Tatiana Godoi

## Produção
Os estúdios responsáveis pela produção são da Agravo Produções Cinematográficas S/C Ltda. Contou com distribuição da Riofilme. A produção é assinada por Patrick Leblanc e Luís Alberto Pereira. A fotografia foi de Marcelo Copanni. Desenho de produção por Jussara Perussolo, direção de arte de Renata Tessari e figurino de Carol Lee, David Parizotti e Marisa Guimarães. A edição foi de Paulo Sacramento.

## Prêmios e indicações
ParatyCine
- Venceu nas categorias de melhor filme - júri popular, melhor diretor e melhor edição.